# Tricarpelema giganteum
Tricarpelema giganteum  (лат.) — однодольное травянистое растение из рода Коммелина семейства Коммелиновые. Данный вид родом из Индии и Бутана. Tricarpelema giganteum — типовой вид рода Tricarpelema.